# قومیت
قومیت (ethnicity) یا گروه قومی (ethnic group) گروهی از انسان‌ها است که اعضای آن دارای ویژگی‌های نیایی و اصل و نسبی یکسان هستند. همچنین گروه‌های قومی اغلب دارای مشترکات فرهنگی، زبانی، رفتاری و مذهبی هستند که ممکن است به نسل‌های قبل‌تر برگردد یا بر اساس عوامل دیگری به وجود آمده‌باشد؛ بنابراین یک گروه قومی می‌تواند یک جامعه فرهنگی باشند.
قوم در جوامع برده‌داری و فئودالی نوعی دیگر از اشتراک افرادی است که دارای پیوندهای خونی هستند و سرزمین و زبان و فرهنگ مشترک دارند، ولی این اشتراک هنوز به اندازهٔ کافی پایدار نیست و در مقیاس کشوری نیز اشتراک اقتصادی هنوز کامل نیست.

## انواع قومیت
قوم یا اتنیک عبارت از یک جمعیت انسانی‌ مشخص با یک افسانه اجدادی مشترک، خاطرات مشترک، عناصر فرهنگی‌، پیوند با یک سرزمین تاریخی‌ یا میهن و میزانی‌ از حس منافع و مسئولیت است که عناصر محوری هویت، اعتقاد، آگاهی‌ و فرهنگ مشترک را داراست. (زانا)
به‌طور کلی، در طول تاریخ بشر با دو نوع قومیت مواجه هستیم. نخستین گونه همان قومی بر پایه علایق فامیلی و خانوادگی است که معمولاً واژه طایفه یا قبیله را در ذهن تداعی می‌کند. با آغاز مهاجرت جوامع انسانی، نوع دوم اقوام به وجود آمد که در واقع نوعی تکامل جوامع (کشورها) را رقم زد و گروه‌های قومی با ویژگی‌های مشترک در کنار هم ملتها را پدیدآوردند. تهاجم نظامی، مهاجرت، تجارت و مذاهب باعث ایجاد تکامل در اقوام قدیمی شده است. در همین حین تفاوت‌های قومی و نسلی هنوز در بین اقوامی که در یک کشور زندگی می‌کنند وجود دارد و با زاد و ولدهای قومی این تمایزها به حضور خود ادامه می‌دهند.
اعضای یک قوم (با ملت اشتباه گرفته نشود) همواره ادعا می‌کنند که در طول تاریخ، پیشینه فرهنگی غنی و ارزشمندی داشته‌اند، امّا برخی مورّخان و جمعیت شناسان بر این باورند که بسیاری از این مسائل فرهنگی زاییده سال‌های اخیر هستند در پیشینه فرهنگی قوم هیچ جایگاهی نداشته‌اند. از دیدگاه سیاسی، وجه تمایز گروه قومی و یک کشور عدم وجود حاکمیت و یکپارچگی در گروه قومی است.
در حالی که قومیّت و نژاد دو مفهوم مرتبط هستند، مفهوم قومیت بیشتر با گروه‌های اجتماعی سروکار دارد و با علایق قبیله‌ای مشترک، ملیت مشترک، ژن مشترک، آئین، زبان یا فرهنگ مشترک مشخص می‌شود در حالی که نژاد با مفهوم طبقه‌بندی بیولوژیکی «هموساپینس» سروکار دارد و بر اساس ویژگی‌های ژنوتیپ و فنوتیپ مشخص می‌شود.

## ملت‌ها و ملیت
مفاهیم ملت و ملیت درارتباط تنگاتنگ با مفاهیم گروه قومی و قومیت هستند، اما در جوامع سیاسی بار معنایی متفاوتی را القا می‌کند. مردمی که از یک قوم هستند و قومیت مشابه دارند ممکن است درکشورهای مختلف زندگی کنند و بنابراین ملیت متفاوت داشته باشند. واژه nation از واژه لاتین nasci به معنای متولد شدن اقتباس شده است.
سیستم دولتی هر کشور ملیت آن کشور را مشخص می‌کنند و اغلب کشورها دارای ملیت خاص خود هستند. اما همه جوامع هم همگون و یکنواخت نیستند. برخی از جوامع از چند ملیت مختلف تشکیل شده‌اند و در این کشورها معمولاً ملیت‌های اقلیت به دنبال کسب قدرت (مانند کاتالونیا در اسپانیا، ایالت کبک در کانادا، بومیان آمریکا در آمریکا) یا حتی استقلال (مانند یوگسلاوی) هستند. برخی از ملیت‌ها در میان جوامع مختلف پراکنده شده‌اند (مانند فلسطین، کولی‌ها در روم).
جوامع را می‌توان به صورت فاعلی یا مفعولی تعریف کرد. از دیدگاه ویژه‌ای، جامعه را بر پایه زیر ساخت‌های سازمانی یا قلمرو آن جامعه تعریف می‌کنند. از دیدگاه فاعلی، جامعه را بر اساس ارتباطات روان شناختی اعضای آن تعریف می‌کنند.
ملیت لزوماً به منزله شهروند بودن نیست. بسیاری از شهروندان یک جامعه مانند آمریکا یا کانادا بومیان آمریکا نیستند ملیتی به جز ملیت آمریکایی یا کانادایی دارند. این مسئله در همه جهان به چشم می‌خورد: در بسیاری از موارد، فرد دارای گذرنامه یک کشور است اما ملیت وی متفاوت از ملیت مردم آن کشور است.

## در ایالات متحده
مجموعه‌ای از گروه‌های قومی مختلف را یک «قوم» می‌نامند. برای نمونه در آمریکا، گروه‌های قومی مختلف آمریکای لاتینی به همراه اسپانیایی را «هیسپانی‌ها» می‌نامند. گروه‌های مختلف قومی آسیایی را «آسیایی‌ها» می‌نامند. همین مسئله در مورد گروه‌های بومی آمریکا هم صادق است. اصطلاح «آفریقایی آمریکایی» یا آفریکن – آمریکن به گروه‌های قومی آفریقایی ساکن ایالات متحده اشاره دارد که اصل و نسبشان به بردگان آفریقایی ساکن در قاره آمریکا بر نمی‌گردد. حتی اصطلاح نژادی «سفید» در مفهوم قومی به کار می‌رود و همه گروه‌های اروپایی را شامل می‌شود، اگرچه در گذشته افرادی که نژاد اروپای جنوبی داشتند (پرتغالی‌ها، اسپانیایی‌ها، ایتالیایی‌ها و غیره) به عنوان نژاد «سفید» یا «غیر سفید» در نظر گرفته نمی‌شدند چرا که پوستی سبزه داشتند و آیین شان کاتولیک رومی بود. در مورد گروه‌های مختلفی که از خاورمیانه به آمریکا آمده‌اند، مانند ایرانی‌ها، همواره اختلاف نظر وجود داشته باشد چرا که در ایالات متحده افرادی که ریشه و اصل و نسبشان به شرق یا جنوب آسیا بر می‌گردد را «آسیایی» می‌نامند و ایرانی‌ها متعلق به این مناطق نیستند. ازدواج‌های بین قومی و اجداد چند قبیله‌ای مسئله را بغرنج تر هم می‌کند.
در سرشماری ایالات متحده، گروه هیسپانی یک گروه «قومی» است و نه «نژادی» به سرشماری اقوام ایالات متحده مراجعه کنید. گفتنی است که میلیون‌ها آمریکایی، به ویژه در کالیفرنیا، در هنگام سرشماری عبارت "Other" به معنای غیره را انتخاب می‌کنند چرا که خود را از نژاد «مکزیکی» می‌دانند و در میان گزینه‌های موجود گروه مورد نظرشان دیده نمی‌شود (به La Raza مراجعه کنید). در ایالات متحده اطلاعات مربوط به «نسب» در سازمان سرشماری کشور این گونه طبقه‌بندی می‌شوند: «نسب به ریشه» آباء و اجداد یا محل تولد فرد یا والدین وی یا اجداد قبل از آن‌ها قبل از مهاجرت به ایالات متحده اشاره دارد. در زمان سرشماری پرسش‌های مربوط به اصل و نسب به تنها یک نفر از هر شش نفر به صورت تصادفی تعلق می‌گیرد و وی می‌بایست آن‌ها را پاسخ دهد.
«آفریقایی – آمریکایی» یک گروه قومی است که به بردگان سیاه‌پوست گفته می‌شود که توسط «آمریکایی» ها به این کشور آورده شدند. «سرخ‌پوستان آمریکایی» یک گروه قومی از قبایل سرخ‌پوست هستند که در مناطق مختلف ایالات متحده زندگی می‌کرده‌اند. این اصطلاحات در بین جوامع دیگر تا حدودی ناشناخته هستند اما شهروندان ایالات متحده به این اصطلاحات توجه خاصی دارند و حتی برخی از آن‌ها اعلام استقلال هم نموده‌اند.

## جهان‌بینی قومی
در غرب، مفهوم قومیت به مانند مفاهیم نژاد و ملیت در زمان گسترش مستعمرات اروپا شکل گرفت، زمانی که بازرگان‌گرایی (مرکانتیالیسم) و سرمایه‌داری بر جنبش‌های ملل مختلف تأثیر فراوانی داشت و مرز میان کشورهای مختلف با دقت بیشتری تعریف می‌شد. در قرن نوزدهم، دولت‌های مختلف با بیان آنکه کشورشان نماینده یک «ملت» است به دنبال کسب مشروعیت بودند. در همین حین عده‌ای از افراد به دلایل مختلف اجتماعی محروم بودند. اعضای گروه‌های محروم و ضعیف بر همین اساس به دنبال کسب حقوق برابر یا استقلال بودند و حتی در مواردی یک حزب سیاسی کاملاً جدایی طلب را در کشور خود به وجود آوردند.
برخی اوقات دولت‌ها یا وابستگان آن‌ها رفتار نژادپرستانه‌ای را نسب به گروه‌های قومی بروز می‌دهند. در سده بیستم، افراد گوناگون استدلال کردند که اختلافات میان اعضای گروه‌های قومی یا دولت‌ها و گروه‌های قومی به دو روش قابل حل است. برخی مانند جورگن هابرماسن و بروس بری اعتقاد دارند که مشروعیت دولت‌های جوامع مدرن بر اساس حقوق سیاسی افراد مستقل شکل می‌گیرد. طبق این نظریه دولت نباید گروه، ملیت یا نژاد را به رسمیت بشناسد بلکه در مقابل باید برابر حقوق سیاسی و قانونی افراد را سرلوحه کار خود قرار دهد. برخی هم مانند چارلز تیلور و ویل کیملیکا استدلال می‌کنند که مفهوم فرد مستقل یک ساخت فرهنگی است و نه درست است و نه می‌توان افراد به صورت افراد مستقل در نظر گرفت. طبق این دیدگاه، دولت‌ها می‌بایست هویت قومی افراد را به رسمیت بشناسند و تمهیداتی را بیندیشند که نیازهای مختلف گروه‌های قومی در کشور متبوعشان تأمین گردد. این دیدگاه را دیدگاه ناسیونالیستی (ملی‌گرایی) می‌نامند.
در زبان انگلیسی، "Ethnicity" بسیار وسیع تر از ارتباط یک فرد با جامعه‌اش است (یعنی شهروندی) و بیشتر به ارتباط با یک گذشته و فرهنگ مشترک و آشکار اشاره دارد. در برخی از زبان‌های دیگر، اصطلاحات معادل قومیت و ملیت بسیار به یکدیگر نزدیک هستند.

## قوم‌گرایی نژادی
در قرن نوزدهم شاهد رشد تفکر سیاسی ملی‌گرایی قومی بودیم و نژاد و ملی‌گرایی نخستین بار توسط یوهان گاتفرید وان هردر به یکدیگر گره خوردند. تمرکز جوامع بر روابط قومی و حذف زمینه تاریخ از مفهوم قومیت باعث شد که طرفداران امپریالیسم و ملی‌گرایی به توجیه عقاید خود بپردازند. دو مثال مهم در قرن نوزدهم امپراتوری آلمان و رایش سوم هستند که هر یک بر اساس نظریه‌ای واحد شکل گرفتند: این دولت‌ها در واقع سرزمین‌هایی را که زمانی متعلق به آلمان بوده بازپس می‌گیرند. تاریخ زندگی افرادی که بعدها وارد مدل جامعه دولت محور شدند مانند افرادی که پس از فروپاشی امپراطوری‌های عثمانی و اتریش – مجارستان از جنوب شرق و شرق اروپا به پا برخاستند یا ساکنان شوروی سابق همواره مملو از درگیری‌های قومی بوده است.

## تحقیق
در پروژه تنوع ژنوم انسانی (HGDP) تلاش می‌شود تا نقشه DNA انسان‌های مختلف تهیه شود و اختلافات موجود میان این نقشه‌ها که در حدود ۱ درصد است مشخص گردد. این داده‌ها می‌تواند حقایقی را از خاستگاه گروه‌های قومی مختلف آشکار سازند.